# Presbiterianisme
El presbiterianisme és el nom donat a la doctrina d'algunes esglésies protestants, principalment les esglésies reformades, basades en els ensenyaments de la Bíblia, que tenen a Joan Calví com un dels comentaristes més importants. El presbiterianisme té els seus orígens en la Reforma Escocesa, especialment en aquella que fou dirigida per John Knox. Avui dia existeixen diverses esglésies presbiterianes separades en diferents nacions.
El nom de la denominació prové del grec presbyteros, que significa ‘ancià’, en referència al títol donat al dirigent o pastor, en oposició al títol de ‘bisbe’. Aquest sistema d'administració o govern eclesiàstic té els seus orígens en la Reforma de Suïssa. A Anglaterra, Gal·les, Escòcia i Irlanda, les esglésies protestants van adoptar el sistema presbiterià en lloc del sistema episcopal. John Knox (1505-1572), qui havia estudiat sota Joan Calví a Ginebra, va retornar a Escòcia i va dirigir el Parlament Escocès cap a l'acceptació de la Reforma Protestant el 1560.
Els presbiterians es distingeixen d'altres denominacions per la seva doctrina i per l'organització institucional, anomenada per ells «ordre eclesiàstic». L'origen i la base de la doctrina és la Bíblia. Els presbiterians es caracteritzen per la seva doctrina del baptisme infantil (en oposició al baptisme adult predicat pels anabaptistes), per cantar exclusivament els salms de la Bíblia en la litúrgia, per l'ús d'una copa única per la comunió, per la prohibició de l'ordenació de dones, i per la seva acceptació completa de la doctrina de la salvació bíblica. No obstant això, hi ha hagut diferències que han provocat la secessió d'alguns grups del presbiterianisme.